# Zinngeschrei (Günter Eich)
Zinngeschrei ist ein Hörspiel von Günter Eich, das am 25. Dezember 1955 vom NWDR Hamburg unter der Regie von Gustav Burmester gesendet wurde.

## Titel
Am Anfang des Hörspiels wird zur Worterklärung von Zinngeschrei der entsprechende Passus aus Meyers Konversations-Lexikon zitiert.

## Inhalt
Ort der Handlung ist Paris. Der 26-jährige bolivianische Journalist Nicolas Valera, Wortführer einen revolutionären Gruppe, hat nach beendetem Studium bei der Humanité gearbeitet, die Stellung verloren und überlebt in einer Bar als Nachtkellner. Als er unverhofft zu einem Gartenfest des bolivianischen Konsulats eingeladen wird, sagt er auf dieser Party dem jungen Manuel Rubio die Meinung: Manuels Vater, Besitzer von siebzehn Kupfer-, Zinn- und Wismut-Minen, sei ein Ausbeuter, der das Leben von mehreren Tausend Indios auf dem Gewissen habe. Manuel, der die Ehre der Familie verteidigen möchte, will sich duellieren. Valera ist mit dem Waffengang einverstanden.
Herr Rubio senior, der von London aus sein Zinn-Imperium dirigiert, hat seine Späher überall; auch in Paris. Der alte Herr schickt seinen Sekretär Calvo in die Metropole an der Seine. Calvo hintertreibt und verhindert das Duell. Valera nimmt seine Zusage schriftlich zurück. Manuels Mutter reist – sozusagen als Touristin – von London aus in Paris an. Manuel befragt die Mutter nach den Machenschaften des Vaters. Der Vater – so Frau Rubio – habe am Tode der Indios keine Schuld. Die Mutter weiß viel über die gemeinsame Heimat Bolivien und den Familienbesitz dort, aber ihre Antworten geben dem Frager nichts Neues. Manuel erkennt, der Vater herrscht allein. Er und die Mutter sind die Marionetten des Herrschers.
Manuel denkt nach. Sein Großvater war es, der dem Vater die Minen vererbte. Manuel als einziger Sohn wird seinerseits erben.
Der junge Rubio sagt sich von der Familie los, verzichtet auf das Erbe und legt seinen Namen ab. Der ehemalige Millionär steht als Camille Dubois mittellos da und erwägt als Erwerbsquelle eine Beschäftigung bei der Pariser Stadtreinigung.
Valera erweist sich als bestechlich. Für ein fürstliches Honorar lässt er sich von Sekretär Calvo zu einer Lobhudelei – Denkschrift zum Jubiläum genannt – auf das Lebenswerk des großen Herrn Rubio senior überreden und nimmt bei seinem neuen Herrn eine Anstellung in London an.
Valera ist kein Unmensch. Er verschafft Manuel den vakanten Posten als Nachtkellner. Der Wirt ist erfreut. Das trifft sich gut, denn er sucht gerade einen Spanisch sprechenden Nachfolger für Valera.

## Produktionen
- 25. Dezember 1955, NDR, Regie: Gustav Burmester, Musik: Winfried Zillig. Es sprachen Will Quadflieg den Manuel Rubio, Elisabeth Flickenschildt seine Mutter, Heinz Reincke den Nicolas Valera, Werner Hinz den Calvo und Kurt Fischer-Fehling den Wirt.[3]
- 4. Januar 1956, SDR, Regie: Otto Kurth.
- 16. August 1970, SRG Zürich, Regie: Robert Bichler.

## Adaption
- TV-Fassung, 23. Dezember 1974, ZDF, Ludwig Cremer und Peter Göbbels.[4]

## Rezeption
- Schwitzke gibt den Inhalt an.[5]
- Wagner nennt Rezensionen – unter anderen: „Kalt und voller Resignation“ in: Die Welt vom 28. Dezember 1955 und „Treibt der Funk der großen Form zu?“ in: „Oldenburger Nachrichten“ vom 6. Januar 1956.[6]

Neuere Äußerungen
- Oppermann vermisst mindestens eine bei dem Autor sonst übliche nichtrealistische Handlungsebene (Traum et cetera) und meint, unter den nach 1945 geschriebenen Hörspielen Günter Eichs sei „Zinngeschrei“ das schwächste. Denn die Kapitalismus-Kritik sei misslungen.[7] Oppermann zitiert noch eine Abwertung von Schafroth aus dem Jahr 1976: Da schließlich Ausbeuter (Rubio sen.) und Freiheitskämpfer (Journalist Valera) Bösewichter sind, könnten sowohl alle beide recht haben oder auch keiner von beiden. Ergo enthalte das Spiel praktisch keine Aussage.[8]
- Alber geht auf den „Rollentausch“ von Valera und Manuel sowie auf die Gewissensnöte des Letzteren ein. Manuel sucht das klärende Gespräch mit dem Vater, findet aber keinen Zugang zu dem Oligarchen.[9]

### Verwendete Ausgabe
- Günter Eich: Zinngeschrei (1955). S. 151–195 in: Karl Karst (Hrsg.): Günter Eich. Die Hörspiele 2. in: Gesammelte Werke in vier Bänden. Revidierte Ausgabe. Band III. Suhrkamp, Frankfurt am Main 1991, ohne ISBN

### Sekundärliteratur
- Heinz Schwitzke (Hrsg.): Reclams Hörspielführer. Unter Mitarbeit von Franz Hiesel, Werner Klippert, Jürgen Tomm. Reclam, Stuttgart 1969, ohne ISBN, 671 Seiten
- Michael Oppermann: Innere und äußere Wirklichkeit im Hörspielwerk Günter Eichs. Diss. Universität Hamburg 1989, Verlag Reinhard Fischer, München 1990, ISBN 3-88927-070-0
- Sabine Alber: Der Ort im freien Fall. Günter Eichs Maulwürfe im Kontext des Gesamtwerkes. Diss. Technische Universität Berlin 1992. Verlag Peter Lang, Frankfurt am Main 1992 (Europäische Hochschulschriften. Reihe I, Deutsche Sprache und Literatur, Bd. 1329), ISBN 3-631-45070-2
- Hans-Ulrich Wagner: Günter Eich und der Rundfunk. Essay und Dokumentation. Verlag für Berlin-Brandenburg, Potsdam 1999, ISBN 3-932981-46-4 (Veröffentlichungen des Deutschen Rundfunkarchivs; Bd. 27)